# Younousse Sankharé
Younousse Sankharé (ur. 10 września 1989 w Sarcelles) – francuski piłkarz pochodzenia mauretańskiego grający na pozycji lewego lub środkowego pomocnika w Girondins Bordeaux

## Kariera klubowa
Sankharé urodził się we Francji, w rodzinie pochodzenia mauretańskiego. Karierę piłkarską rozpoczął w amatorskim klubie AS Pierrefitte. W 2001 roku podjął treningi w Paris Saint-Germain. W 2007 roku awansował do kadry pierwszej drużyny PSG. 6 października 2007 zadebiutował w Ligue 1 w przegranym 1:3 domowym meczu ze Stade Rennais. W 2008 roku zdobył z PSG Puchar Ligi Francuskiej, a na początku 2009 roku wypożyczony go do drugoligowego Stade de Reims. Latem 2009 wrócił do PSG i w 2010 roku zdobył z nim Puchar Francji.
W 2010 roku Sankharé został wypożyczony, a następnie sprzedany do drugoligowego Dijon FCO. Zadebiutował w nim 10 września 2010 w wyjazdowym meczu z Le Havre AC (1:2). W Dijon stał się podstawowym zawodnikiem i w 2011 roku awansował z tym klubem do Ligue 1.
| Sezon   | Klub                   | Kraj    | Rozgrywki | Mecze | Bramki | Rozgrywki Europy   | Mecze | Bramki |
| ------- | ---------------------- | ------- | --------- | ----- | ------ | ------------------ | ----- | ------ |
| 2007/08 | Paris Saint-Germain    | Francja | Ligue 1   | 9     | 0      | -                  | -     | -      |
| 2008/09 | Paris Saint-Germain    | Francja | Ligue 1   | 2     | 0      | Liga Mistrzów UEFA | 4     | 0      |
| 2008/09 | Stade de Reims (wyp.)  | Francja | Ligue 2   | 17    | 0      | -                  | -     | -      |
| 2009/10 | Paris Saint-Germain    | Francja | Ligue 1   | 22    | 1      | -                  | -     | -      |
| 2010/11 | Dijon FCO (wyp.)       | Francja | Ligue 2   | 27    | 6      | -                  | -     | -      |
| 2011/12 | Dijon FCO              | Francja | Ligue 1   | 33    | 4      | -                  | -     | -      |
| 2012/13 | Dijon FCO              | Francja | Ligue 2   | 7     | 0      | -                  | -     | -      |
| 2012/13 | valenciennes FC (wyp.) | Francja | Ligue 1   | 13    | 0      | -                  | -     | -      |
| 2013/14 | En Avant Guingamp      | Francja | Ligue 1   | 36    | 3      | -                  | -     | -      |
| 2014/15 | En Avant Guingamp      | Francja | Ligue 1   | 12    | 0      | Liga Europy UEFA   | 4     | 0      |

Stan na: 14 grudzień 2014 r.

## Kariera reprezentacyjna
W swojej karierze Sankharé rozegrał 16 meczów i strzelił 3 gole w reprezentacji Francji U-21.